# ويليام أ. إدلستاين
ويليام أ. إدلستاين (بالإنجليزية: William A. Edelstein)‏ هو فيزيائي أمريكي، ولد في 21 نوفمبر 1944 في نيويورك في الولايات المتحدة، وتوفي في 10 فبراير 2014 في Northwood Historic District ‏ في الولايات المتحدة بسبب سرطان الرئة.